# برادلي وايت
برادلي وايت (بالإنجليزية: Bradley White)‏ هو دراج أمريكي، ولد في 15 يناير 1982 في تروي في الولايات المتحدة.

## وصلات خارجية
- برادلي وايت على موقع أرشيف الدراجات (الإنجليزية)
- برادلي وايت على موقع إحصائيات الدراجات الإحترافية (الإنجليزية)
- برادلي وايت على موقع نسبة الدراجات (الإنجليزية)